# Trí tuệ

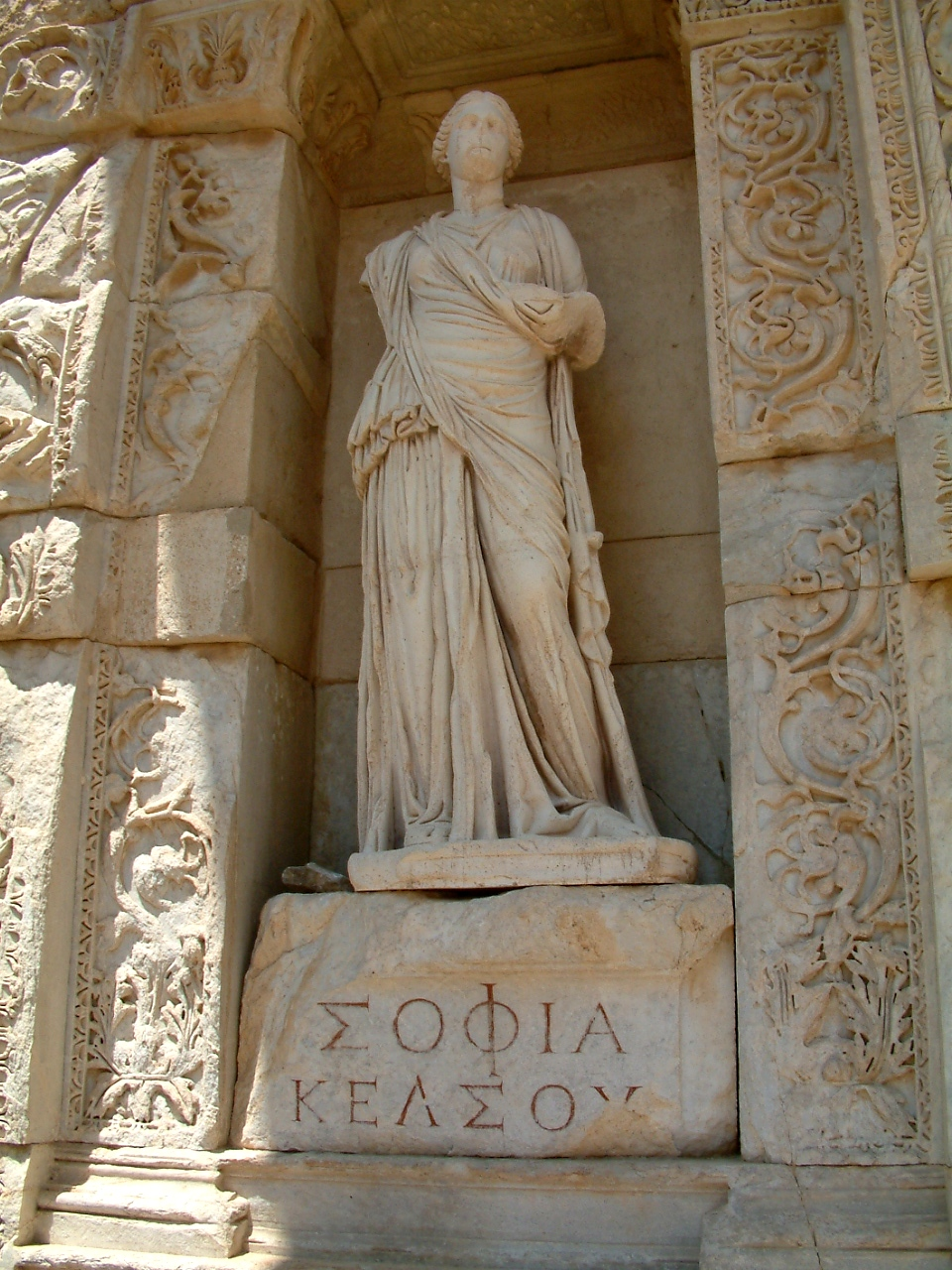
Nhân cách hóa minh triết (trong tiếng Hy Lạp, "Σοφία" hoặc "Sophia") tại Thư viện Celsus ở Ephesus, Thổ Nhĩ Kỳ.

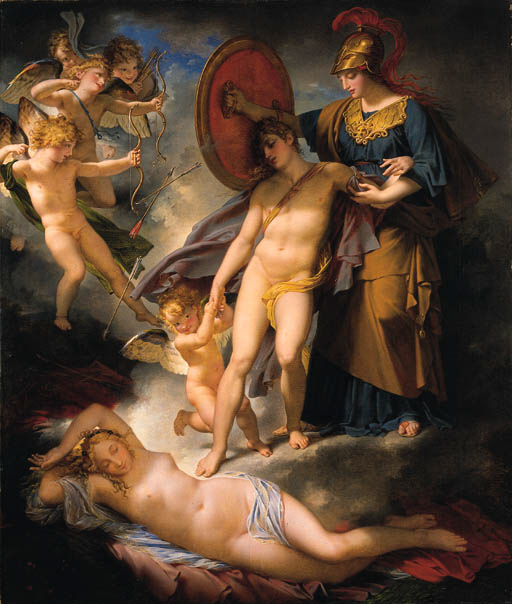
Trí tuệ Bảo vệ Thanh niên Chống lại Tình yêu, tranh của Meynier, c. 1810

Trí tuệ (hoặc thông minh, thông thái, sáng suốt, thông tuệ, sự khôn ngoan, sự thông minh, trí thông minh, Tiếng Anh: intelligence)  là khả năng suy nghĩ và hành động sử dụng kiến thức, kinh nghiệm, sự hiểu biết, ý thức chung và cái nhìn sâu sắc. Trí tuệ gắn liền với các thuộc tính như phán đoán không thiên vị, lòng trắc ẩn, hiểu biết về bản thân theo kinh nghiệm, tự siêu việt và không dính mắc, và các đức tính như đạo đức và nhân từ.
Trí tuệ đã được định nghĩa theo nhiều cách khác nhau, bao gồm một số cách tiếp cận riêng biệt để đánh giá các đặc điểm được quy cho trí tuệ.

## Định nghĩa

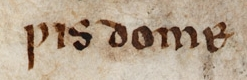
Đề cập sớm về trí tuệ trong Beowulf

Từ điển tiếng Anh Oxford định nghĩa trí tuệ (wisdom) là "Năng lực phán đoán đúng đắn trong các vấn đề liên quan đến cuộc sống và hành vi; khả năng phán đoán đúng đắn trong việc lựa chọn phương tiện và mục đích; đôi khi, ít nghiêm ngặt hơn, đúng nghĩa, đặc biệt là trong các vấn đề thực tế: opp. To folly; " cũng là "Kiến thức (đặc biệt là loại cao cấp hoặc trừu tượng); khai sáng, học hỏi, uyên bác."  Charles Haddon Spurgeon đã định nghĩa trí tuệ là "việc sử dụng kiến thức đúng cách ". Robert I. Sutton và Andrew Hargadon đã định nghĩa "thái độ của sự khôn ngoan" là "hành động với kiến thức trong khi nghi ngờ những gì người ta biết". Trong khoa học xã hội và tâm lý, tồn tại một số cách tiếp cận riêng biệt đối với trí tuệ, với những tiến bộ lớn được thực hiện trong hai thập kỷ qua liên quan đến việc vận hành  và đo lường  trí tuệ như một cấu trúc tâm lý. Trí tuệ là khả năng biết trước điều gì đó, biết hậu quả (cả tích cực và tiêu cực) của tất cả các hành động hiện có, và nhường nhịn hoặc đưa ra các lựa chọn có lợi nhất cho hiện tại hoặc tương lai.

## Quan điểm thần thoại và triết học
Người Hy Lạp cổ đại coi trí tuệ là một đức tính quan trọng, được nhân cách hóa thành hai nữ thần Metis và Athena. Metis là vợ đầu tiên của thần Zeus, người mà theo Theogony của Hesiod, đã nuốt chửng nàng đang mang thai; Zeus nhận được danh hiệu Mêtieta ("Nhà tư vấn thông thái") sau đó, vì Metis là hiện thân của trí tuệ, và ông đã sinh ra Athena, người được cho là đã mọc ra từ đầu của ông. Athena được miêu tả là mạnh mẽ, công bằng, nhân hậu và trong trắng. Apollo cũng được coi là một vị thần của trí tuệ, được chỉ định làm nhạc trưởng của các Muses (Musagetes), là hiện thân của các ngành khoa học và của nghệ thuật thi ca và cảm hứng; Theo Plato trong cuốn Cratylus của mình, tên của Apollo cũng có thể có nghĩa là " Ballon " (cung thủ) và " Omopoulon " (hợp nhất của các cực [thần thánh và trần thế]), vì vị thần này chịu trách nhiệm về nguồn cảm hứng thần thánh và thực sự, do đó được coi là một cung thủ, người luôn luôn đúng trong việc chữa bệnh và nói lời thần thoại: "anh ấy là một cung thủ không bao giờ lỗi lạc". Apollo được coi là vị thần tiên tri thông qua các nữ tư tế (Pythia) trong Đền thờ Apollo (Delphi), nơi có câu cách ngôn “ biết bản thân mình ” (gnōthi seauton)  low  (một phần của sự khôn ngoan trong châm ngôn Delphic). Ông tương phản với Hermes, người có liên quan đến khoa học và trí tuệ kỹ thuật, và trong những thế kỷ đầu tiên sau Công nguyên, ông được kết hợp với Thoth theo chủ nghĩa đồng bộ của Ai Cập, dưới tên Hermes Trimegistus. Truyền thống Hy Lạp đã ghi lại những người giới thiệu trí tuệ sớm nhất trong Bảy nhà hiền triết của Hy Lạp.
Đối với Socrates và Plato, triết học thực sự là tình yêu của trí tuệ (philo - sophia). Điều này thấm nhuần các cuộc đối thoại của Plato; ở Cộng hòa, các nhà lãnh đạo của chủ nghĩa không tưởng được đề xuất của ông là những vị vua triết học, những người hiểu rõ Hình thức của Cái tốt và có đủ can đảm để hành động theo đó. Aristotle, trong Siêu hình học, đã định nghĩa sự khôn ngoan là sự hiểu biết tại sao mọi thứ theo một cách nhất định (quan hệ nhân quả), sâu hơn là chỉ biết mọi thứ là một cách nhất định. Ông là người đầu tiên phân biệt giữa phronesis và sophia.

Theo Plato và Xenophon, Pythia của Nhà tiên tri tinh tế đã trả lời câu hỏi "ai là người khôn ngoan nhất ở Hy Lạp?" bằng cách nói rằng Socrates là người khôn ngoan nhất. Theo Lời xin lỗi của Plato, Socrates quyết định điều tra những người có thể được coi là khôn ngoan hơn ông, kết luận rằng họ thiếu kiến thức thực sự:
[…] οὗτος μὲν οἴεταί τι εἰδέναι οὐκ εἰδώς, ἐγὼ δέ, ὥσπερ οὖν οὐκ οἶδα, οὐδὲ οἴομαι [I am wiser than this man; for neither of us really knows anything fine and good, but this man thinks he knows something when he does not, whereas I, as I do not know anything, do not think I do either.]— Apology to Socrates 21d

 Vì vậy, câu nói " Tôi biết rằng tôi không biết gì " đã trở nên bất hủ theo nghĩa rằng sự khôn ngoan là nhận ra sự ngu dốt của chính mình  và coi trọng sự khiêm tốn theo nhận thức.
Người La Mã cổ đại cũng coi trọng trí tuệ được nhân cách hóa với thần Minerva, hay Pallas. Cô cũng đại diện cho kiến thức khéo léo và các đức tính, đặc biệt là sự trong trắng. Biểu tượng của cô là con cú vẫn là một đại diện phổ biến của trí tuệ, bởi vì nó có thể nhìn thấy trong bóng tối. Cô được cho là sinh ra từ trán của sao Mộc.  Sự khôn ngoan cũng rất quan trọng trong Cơ đốc giáo. Chúa Giêsu đã nhấn mạnh điều đó. Sứ đồ Phao-lô, trong thư đầu tiên gửi cho tín đồ Cô-rinh-tô, cho rằng có cả sự khôn ngoan thế tục và thiêng liêng, thúc giục các Cơ đốc nhân theo đuổi điều sau này. Thận trọng, có liên quan mật thiết đến sự khôn ngoan, đã trở thành một trong bốn đức tính cơ bản của Công giáo. Nhà triết học Cơ đốc Thomas Aquinas coi trí tuệ là "cha" (tức là nguyên nhân, thước đo và hình thức) của mọi đức tính tốt.
Trong truyền thống Phật giáo, phát triển trí tuệ đóng một vai trò trung tâm, với các kinh sách cung cấp hướng dẫn toàn diện về cách phát triển trí tuệ. Trong truyền thống của người Inuit, phát triển trí tuệ là một trong những mục đích của việc giảng dạy. Một Trưởng lão Inuit nói rằng một người trở nên khôn ngoan khi họ có thể nhìn thấy những gì cần phải làm và thực hiện thành công mà không cần được chỉ dẫn phải làm gì.
Trong nhiều nền văn hóa, tên gọi của răng hàm thứ ba, là răng mọc cuối cùng, có liên hệ từ nguyên với trí tuệ, được gọi là răng khôn. Nó có biệt danh bắt nguồn từ truyền thống cổ điển, mà trong các tác phẩm Hippocrate đã được gọi là sóphronistér (trong tiếng Hy Lạp, liên quan đến ý nghĩa của sự điều độ hoặc dạy một bài học), và trong tiếng Latinh dens sapientiae (răng khôn), vì chúng xuất hiện tại tuổi trưởng thành vào cuối thời niên thiếu và đầu tuổi trưởng thành.

## Quan điểm giáo dục

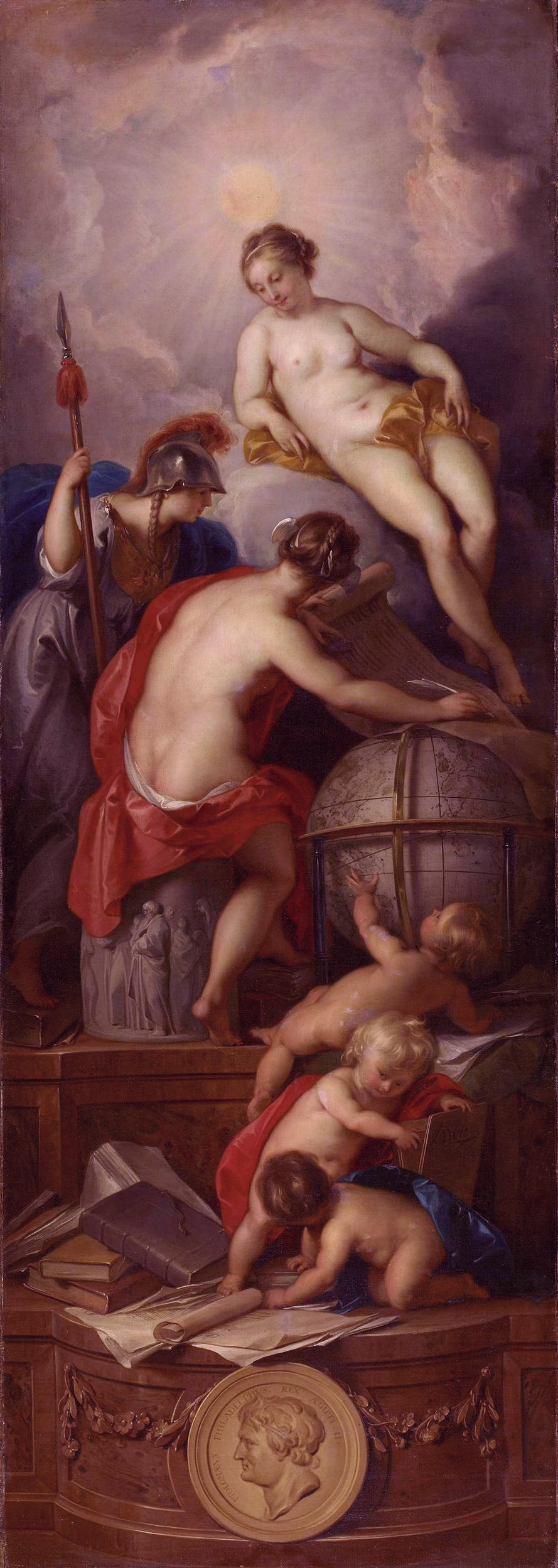
Sự thật và Trí tuệ giúp Lịch sử được viết ra, tranh của Jacob de Wit, 1754

Các trường công lập ở Mỹ có phương pháp giáo dục nhân cách. Các nhà tư tưởng ở thế kỷ thứ mười tám như Benjamin Franklin, gọi đây là việc rèn luyện trí tuệ và đức tính. Theo truyền thống, trường học chia sẻ trách nhiệm xây dựng nhân cách và trí tuệ cùng với phụ huynh và cộng đồng.
Nicholas Maxwell, một triết gia đương đại ở Vương quốc Anh, ủng hộ rằng giới học thuật phải thay đổi trọng tâm của mình từ việc tiếp thu kiến thức sang tìm kiếm và phát huy trí tuệ. Điều này được anh định nghĩa là năng lực nhận ra giá trị của cuộc sống, cho bản thân và những người khác. Anh ấy dạy rằng kiến thức mới và bí quyết công nghệ làm tăng sức mạnh hành động của chúng ta. Tuy nhiên, nếu không có trí tuệ, Maxwell khẳng định kiến thức mới này có thể gây hại cho con người cũng như lợi ích cho con người.

## Quan điểm tâm lý học
Các nhà tâm lý học đã bắt đầu thu thập dữ liệu về những niềm tin hay lý thuyết dân gian về trí tuệ. Các phân tích ban đầu chỉ ra rằng mặc dù "có sự trùng lặp giữa lý thuyết ngầm về trí tuệ với trí thông minh, khả năng nhận thức, tâm linh và sự khôn khéo, nhưng rõ ràng trí tuệ là chuyên môn trong việc giải quyết các câu hỏi khó của cuộc sống và thích ứng với các yêu cầu phức tạp." 
Những lý thuyết ngầm như vậy trái ngược với những lý thuyết rõ ràng và nghiên cứu thực nghiệm về kết quả của các quá trình tâm lý tiềm ẩn sự khôn ngoan. Các ý kiến về định nghĩa tâm lý chính xác của sự khôn ngoan khác nhau, nhưng có một số đồng thuận rằng quan trọng đối với sự khôn ngoan là một số quá trình nhận thức tổng hợp nhất định bao gồm sự suy ngẫm và phán đoán cuộc sống về các vấn đề quan trọng của cuộc sống. Các quá trình này bao gồm nhận ra giới hạn kiến thức của bản thân, thừa nhận sự không chắc chắn và thay đổi, chú ý đến bối cảnh và bức tranh lớn hơn, và tích hợp các quan điểm khác nhau của một tình huống. Các nhà khoa học nhận thức cho rằng trí tuệ đòi hỏi phải phối hợp các quá trình lý luận như vậy, vì chúng có thể cung cấp các giải pháp sâu sắc để quản lý cuộc sống của một người. Đáng chú ý, lý luận như vậy khác biệt cả về mặt lý thuyết và thực nghiệm so với trí thông minh nói chung. Robert Sternberg  đã gợi ý rằng không nên nhầm lẫn trí tuệ với trí thông minh chung chung (chất lỏng hoặc kết tinh). Cùng với ý kiến này, các nhà nghiên cứu đã chỉ ra thực nghiệm rằng suy luận khôn ngoan khác với IQ. Một số đặc điểm sắc thái khác của sự khôn ngoan được liệt kê dưới đây.
Baltes và các đồng nghiệp trong tác phẩm Trí tuệ: cấu trúc và chức năng của nó trong việc điều chỉnh sự phát triển thành công trong tuổi thọ  định nghĩa sự khôn ngoan là “khả năng đối phó với những mâu thuẫn của một tình huống cụ thể và đánh giá hậu quả của một hành động đối với bản thân và người khác. Nó đạt được khi trong một tình huống cụ thể, có thể chuẩn bị được sự cân bằng giữa lợi ích nội bộ, cá nhân và thể chế ". Bản thân sự cân bằng dường như là một tiêu chí quan trọng của sự khôn ngoan. Nghiên cứu thực nghiệm bắt đầu hỗ trợ cho ý tưởng này, cho thấy rằng lý luận liên quan đến trí tuệ có liên quan đến việc đạt được sự cân bằng giữa lợi ích nội bộ và giữa các cá nhân khi đối mặt với những thách thức trong cuộc sống cá nhân và khi đặt ra mục tiêu để quản lý xung đột giữa các cá nhân.
Các nhà nghiên cứu trong lĩnh vực tâm lý học tích cực đã định nghĩa trí tuệ là sự phối hợp của “kiến thức và kinh nghiệm” và “việc sử dụng nó có chủ ý để cải thiện sức khỏe”. Theo định nghĩa này, sự khôn ngoan được xác định rõ hơn với các khía cạnh sau:
- Giải quyết vấn đề với kiến thức bản thân và hành động bền vững.
- Sự chân thành theo ngữ cảnh đối với hoàn cảnh với hiểu biết về các khía cạnh tiêu cực (hoặc hạn chế) và tích cực của nó.
- Các hành động nhất quán dựa trên giá trị với kiến thức về sự đa dạng trong các ý kiến đạo đức.
- Khoan dung trước sự không chắc chắn trong cuộc sống với sự chấp nhận vô điều kiện.
- Đồng cảm với bản thân để hiểu cảm xúc của chính mình (hoặc để định hướng cảm xúc), đạo đức... vv. và những cảm xúc khác bao gồm khả năng nhìn nhận bản thân như một phần của tổng thể lớn hơn.

Mô hình lý thuyết này chưa được kiểm tra thực nghiệm, ngoại trừ mối liên hệ rộng rãi giữa lý luận liên quan đến trí tuệ và hạnh phúc. Grossmann và các đồng nghiệp đã tổng hợp các tài liệu tâm lý học trước đây, chỉ ra rằng khi đối mặt với những tình huống không xác định trong cuộc sống, trí tuệ liên quan đến các quá trình nhận thức nhất định dẫn đến sự phán xét không thiên vị, đúng đắn: (i) sự khiêm tốn về trí tuệ hoặc thừa nhận các giới hạn của kiến thức bản thân; (ii) đánh giá cao các quan điểm rộng hơn vấn đề đang bàn; (iii) nhạy cảm với khả năng thay đổi của các quan hệ xã hội; và (iv) thỏa hiệp hoặc tích hợp các quan điểm khác nhau. Grossmann phát hiện ra rằng thói quen nói và nghĩ về bản thân ở ngôi thứ ba làm tăng những đặc điểm này, có nghĩa là thói quen như vậy khiến một người trở nên khôn ngoan hơn. Quan trọng hơn, Grossmann nhấn mạnh vai trò cơ bản của các yếu tố ngữ cảnh, bao gồm vai trò của văn hóa, kinh nghiệm và hoàn cảnh xã hội đối với sự hiểu biết, phát triển và xu hướng thể hiện sự khôn ngoan, có ý nghĩa đối với việc đào tạo và thực hành giáo dục. Lời tường thuật nằm ở chỗ này của sự khôn ngoan đã mở ra một giai đoạn mới của học thuật trí tuệ, sử dụng các phương pháp dựa trên bằng chứng chặt chẽ để hiểu các yếu tố ngữ cảnh dẫn đến phán đoán đúng đắn. Ví dụ, Grossmann và Kross đã xác định một hiện tượng mà họ gọi là "nghịch lý của Solomon" - những phản ánh khôn ngoan hơn về vấn đề của người khác so với của chính mình. Nó được đặt theo tên của Vua Solomon, vị lãnh đạo thứ ba của Vương quốc Do Thái, người đã thể hiện rất nhiều sự khôn ngoan khi đưa ra những phán đoán về tình huống khó xử của người khác nhưng lại thiếu sáng suốt khi đưa ra những quyết định quan trọng trong cuộc đời mình.
Các nhà khoa học thực nghiệm cũng bắt đầu tập trung vào vai trò của cảm xúc đối với trí tuệ. Hầu hết các nhà nghiên cứu sẽ đồng ý rằng cảm xúc và sự điều tiết cảm xúc sẽ là chìa khóa để quản lý hiệu quả các loại tình huống phức tạp và kích thích mà hầu hết đòi hỏi sự khôn ngoan. Tuy nhiên, nhiều nghiên cứu thực nghiệm đã tập trung vào các khía cạnh nhận thức hoặc nhận thức tổng hợp của trí tuệ, cho rằng khả năng suy luận thông qua các tình huống khó khăn sẽ là điều tối quan trọng. Vì vậy, mặc dù cảm xúc có thể sẽ đóng một vai trò trong việc xác định cách trí tuệ phát huy trong các sự kiện thực tế và phản ánh các sự kiện trong quá khứ, nhưng chỉ gần đây bằng chứng thực nghiệm mới bắt đầu cung cấp bằng chứng mạnh mẽ về cách thức và thời điểm các cảm xúc khác nhau cải thiện hoặc gây hại cho khả năng đối phó khôn ngoan của một người. với các sự kiện phức tạp. Một phát hiện đáng chú ý liên quan đến mối quan hệ tích cực giữa sự đa dạng của trải nghiệm cảm xúc và lý trí khôn ngoan, bất kể cường độ cảm xúc.

### Đo lường trí tuệ
Việc đo lường trí tuệ thường phụ thuộc vào quan điểm lý thuyết của nhà nghiên cứu về bản chất của trí tuệ. Một điểm khác biệt chính ở đây liên quan đến việc coi trí tuệ là một đặc điểm tính cách ổn định hay đúng hơn là một quá trình có bối cảnh ràng buộc  Cách tiếp cận trước đây thường sử dụng bảng câu hỏi đơn lẻ. Tuy nhiên, các nghiên cứu gần đây chỉ ra rằng các bảng câu hỏi đơn lẻ như vậy tạo ra các câu trả lời thiên lệch., trái ngược với cấu trúc trí tuệ, và bỏ qua quan điểm rằng sự khôn ngoan được hiểu rõ nhất trong các bối cảnh khi nó phù hợp nhất., cụ thể là trong những thử thách phức tạp của cuộc sống. Ngược lại, cách tiếp cận thứ hai ủng hộ việc đo lường các đặc điểm liên quan đến trí tuệ về nhận thức, động lực và cảm xúc trên mức độ của một tình huống cụ thể. Việc sử dụng các biện pháp cấp nhà nước như vậy mang lại những phản ứng ít thiên lệch hơn cũng như có sức mạnh lớn hơn trong việc giải thích các quá trình tâm lý có ý nghĩa. Hơn nữa, việc tập trung vào mức độ của tình huống đã cho phép các nhà nghiên cứu trí tuệ phát triển sự hiểu biết đầy đủ hơn về vai trò của chính bối cảnh đối với việc sản sinh ra trí tuệ. Cụ thể, các nghiên cứu cho thấy bằng chứng về sự biến đổi giữa các nền văn hóa  và trong văn hóa  và sự biến đổi có hệ thống trong lập luận một cách khôn ngoan giữa các bối cảnh  và trong cuộc sống hàng ngày.
Nhiều, nhưng không phải tất cả, các nghiên cứu cho thấy rằng sự tự đánh giá về quan điểm / trí tuệ của người lớn không phụ thuộc vào độ tuổi. Niềm tin này trái ngược với quan niệm phổ biến rằng trí tuệ tăng lên theo tuổi tác. Câu trả lời cho câu hỏi về sự liên kết giữa trí tuệ tuổi tác phụ thuộc vào cách người ta định nghĩa sự khôn ngoan và khung phương pháp luận được sử dụng để đánh giá các tuyên bố lý thuyết. Hầu hết các nghiên cứu gần đây cho thấy rằng câu trả lời cho câu hỏi này cũng phụ thuộc vào mức độ kinh nghiệm trong một lĩnh vực cụ thể, với một số bối cảnh thiên về người lớn tuổi, những bối cảnh khác lại thiên về người trẻ tuổi và một số không phân biệt nhóm tuổi. Đáng chú ý, công việc nghiên cứu theo chiều dọc nghiêm ngặt là cần thiết để giải đáp đầy đủ câu hỏi về mối quan hệ giữa tuổi khôn và công việc như vậy vẫn còn rất nổi bật, với hầu hết các nghiên cứu dựa trên quan sát cắt ngang.

## Quan điểm của tôn giáo

### Cận Đông cổ đại
Trong tôn giáo và thần thoại Lưỡng Hà, Enki, còn được gọi là Ea, là vị thần của sự khôn ngoan và thông minh. Trí tuệ Thần thánh cho phép chỉ định quan trọng các chức năng và trật tự của vũ trụ, và nó đã đạt được bởi con người khi tuân theo cái tôi (trong tiếng Sumer là trật tự, nghi thức, chính nghĩa), khôi phục lại sự cân bằng. Ngoài những bài thánh ca về Enki hoặc Ea có niên đại từ thiên niên kỷ thứ ba trước Công nguyên, còn có trong số những tấm bia bằng đất sét của Abu Salabikh từ năm 2600 trước Công nguyên, được coi là văn bản có niên đại lâu đời nhất, "Hymn to Shamash ", trong đó nó được ghi lại.:
Wide is the courtyard of Shamash night chamber, (just as wide is the womb of) a wise pregnant woman! Sin, his warrior, wise one, heard of the offerings and came down to his fiesta. He is the father of the nation and the father of intelligence

Khái niệm Logos hoặc từ biểu hiện của tư tưởng thần thánh, một khái niệm cũng có trong triết học và thánh ca của Ai Cập và Hy Lạp cổ đại  (là trung tâm của nhà tư tưởng Heraclitus), và quan trọng trong các tôn giáo Abraham, dường như đã được bắt nguồn từ từ nền văn hóa Lưỡng Hà.
Sia đại diện cho sự hiện thân của nhận thức và sự chu đáo trong thần thoại truyền thống gắn bó với Ai Cập cổ đại. Thoth, kết hôn với Maat (trong tiếng Ai Cập cổ có nghĩa là trật tự, công bình, sự thật), cũng rất quan trọng và được coi là người giới thiệu trí tuệ cho quốc gia.

### Hỏa giáo
Trong các bài thánh ca Avesta theo truyền thống của Zoroaster, Gathas, Ahura Mazda có nghĩa là "Chúa" (Ahura) và "Trí tuệ" (Mazda), và nó là vị thần trung tâm hiện thân của lòng tốt, còn được gọi là "Good Thought" (Vohu Manah). Trong Zoroastrianism nói chung, trật tự của vũ trụ và đạo đức được gọi là Asha (trong tiếng Avestan, sự thật, lẽ phải), được xác định bởi các chỉ định của Tư tưởng toàn trí này và cũng được coi là một vị thần phát xuất từ Ahura (Amesha Spenta); nó có liên quan đến một vị thần ahura khác, Spenta Mainyu (Tinh thần hoạt động). Trong Yazna 31 có ghi:
To him shall the best befall, who, as one that knows, speaks to me Right's truthful word of Welfare and of Immortality; even the Dominion of Mazda which Good Thought shall increase for him. About which he in the beginning thus thought, "let the blessed realms be filled with Light", he it is that by his wisdom created Right.

### Kinh thánh tiếng Do Thái và đạo Do Thái
Từ khôn ngoan (חכם) được nhắc đến 222 lần trong Kinh thánh tiếng Do Thái. Nó được coi là một trong những đức tính cao nhất của dân Y-sơ-ra-ên cùng với lòng tốt (חסד) và công lý (צדק). Cả hai sách Châm-ngôn và Thi-thiên đều khuyến khích người đọc tiếp thu và gia tăng sự khôn ngoan. 
Trong Kinh thánh tiếng Do Thái, Sa-lô-môn thể hiện sự khôn ngoan, người cầu xin Đức Chúa Trời ban cho sự khôn ngoan trong 2 Chronicles 1:10. Phần lớn Sách Châm ngôn, chứa đầy những câu nói khôn ngoan, được cho là của Sa-lô-môn. Trong Proverbs 9:10, sự kính sợ Chúa được gọi là khởi đầu của sự khôn ngoan. Trong Proverbs 1:20, cũng có đề cập đến sự khôn ngoan được nhân cách hóa dưới hình dạng phụ nữ, "Sự khôn ngoan gọi lớn trên đường phố, cô ấy cất tiếng nói trong chợ." Trong Proverbs 8:22–31, sự khôn ngoan được nhân cách hóa này được mô tả là hiện diện với Đức Chúa Trời trước khi sự sáng tạo bắt đầu và thậm chí tham gia vào chính sự sáng tạo.
Talmud dạy rằng một người khôn ngoan là một người có thể nhìn thấy trước tương lai. Nolad là một từ trong tiếng Do Thái có nghĩa là "tương lai", nhưng cũng là từ trong tiếng Do Thái để chỉ sự ra đời, vì vậy một cách giải thích của giáo sĩ Do Thái về lời dạy là người khôn ngoan là người có thể thấy trước hậu quả của những lựa chọn của mình (tức là có thể "nhìn thấy tương lai" mà anh ấy / cô ấy "sinh ra").

### Thần học Ki tô giáo

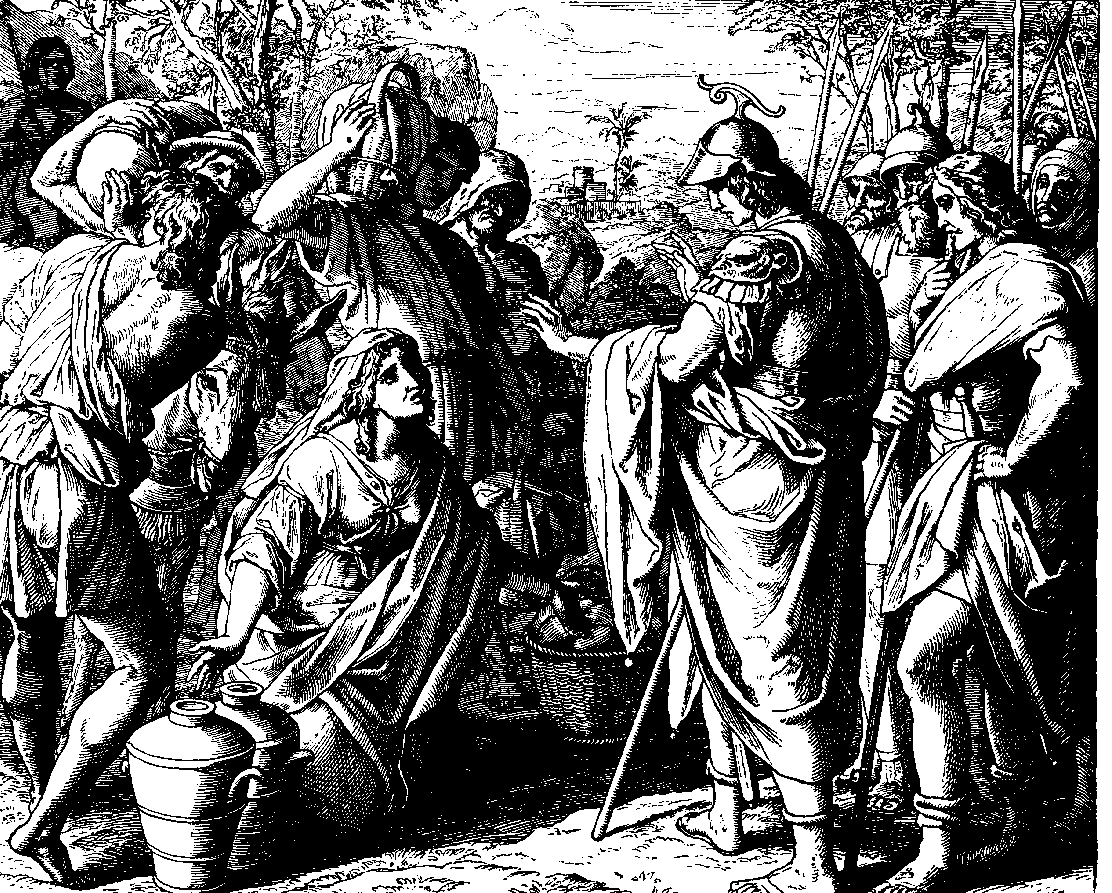
David và Abigail, Abigail là một "người phụ nữ thông thái" đã giúp David, năm 1860 khắc gỗ bởi Julius Schnorr von Karolsfeld

Trong thần học Cơ đốc, "sự khôn ngoan" (Từ tiếng Do Thái: חכמה phiên âm: chokmâh phát âm: khok-maw ', tiếng Hy Lạp: Sophia, tiếng Latinh: Sapientia) mô tả một khía cạnh của Đức Chúa Trời, hoặc khái niệm thần học liên quan đến sự khôn ngoan của Đức Chúa Trời. 
Có một yếu tố đối lập trong tư tưởng Cơ đốc giữa sự khôn ngoan thế tục và sự khôn ngoan của Đức Chúa Trời. Sứ đồ Phao-lô nói rằng sự khôn ngoan thế gian cho rằng những lời tuyên bố của Đấng Christ là ngu xuẩn. Tuy nhiên, đối với những người đang "trên con đường dẫn đến sự cứu rỗi", Đấng Christ đại diện cho sự khôn ngoan của Đức Chúa Trời. (1 Corinthians 1:17–31) Sự khôn ngoan được coi là một trong bảy món quà của Chúa Thánh Thần theo niềm tin Anh giáo, Công giáo và Luther. 1 Corinthians 12:8–10 đưa ra danh sách thay thế gồm chín đức tính, trong đó sự khôn ngoan là một.
Sách Châm ngôn trong Kinh thánh Cựu ước chủ yếu tập trung vào sự khôn ngoan, và chủ yếu được viết bởi một trong những vị vua khôn ngoan nhất theo lịch sử Do Thái, Vua Solomon. Châm ngôn được tìm thấy trong phần Cựu Ước của Kinh Thánh và đưa ra hướng dẫn về cách xử lý các khía cạnh khác nhau của cuộc sống; mối quan hệ của một người với Chúa, hôn nhân, đối phó với tài chính, công việc, tình bạn và sự kiên trì trong những tình huống khó khăn phải đối mặt trong cuộc sống.

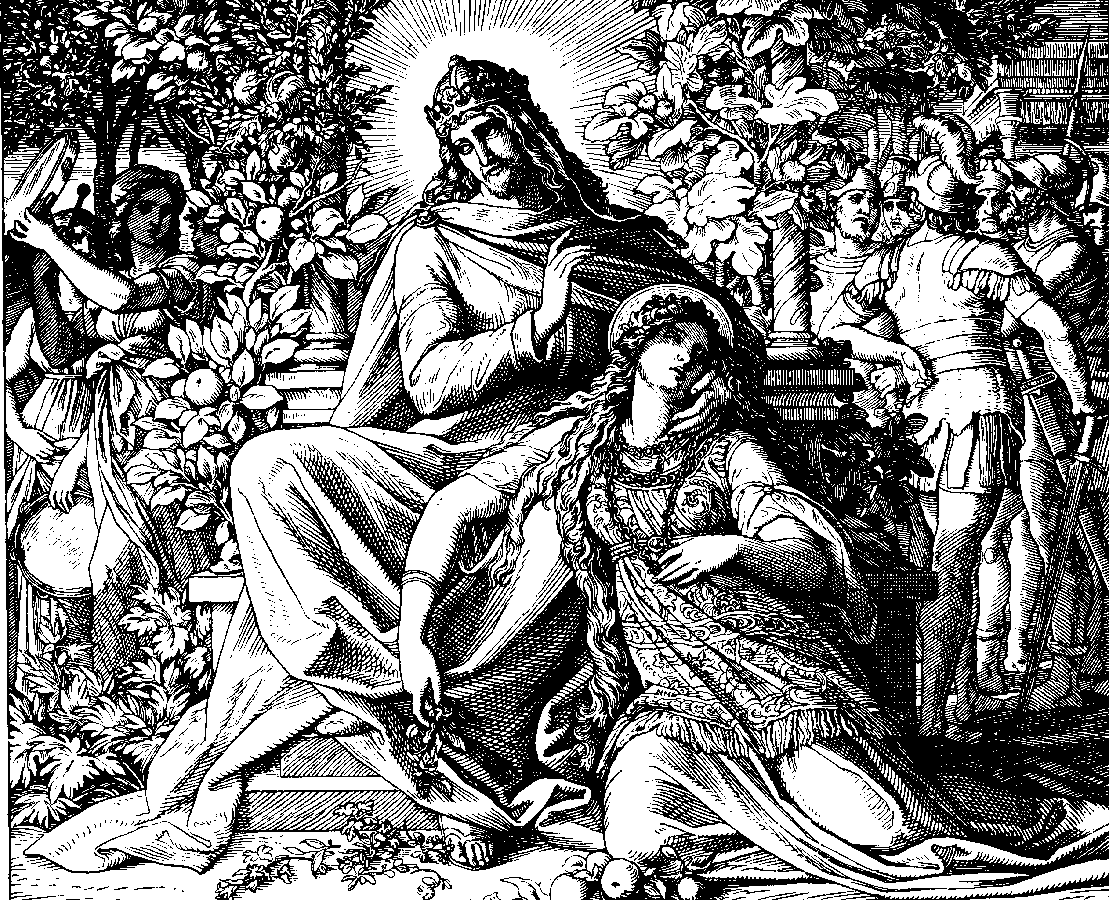
Solomon và nữ thần trí tuệ của Julius Schnorr von Karolsfeld, 1860

Theo Vua Sa-lô-môn, sự khôn ngoan có được từ Đức Chúa Trời, "Vì Chúa ban sự khôn ngoan; từ miệng Ngài mà ra sự hiểu biết và sự hiểu biết" Châm ngôn 2: 6. Và nhờ sự trợ giúp khôn ngoan của Đức Chúa Trời, người ta có thể có một cuộc sống tốt đẹp hơn: "Ngài nắm giữ thành công cho người ngay thẳng, Ngài là lá chắn cho những kẻ bước đi không chỗ chê trách, vì Ngài bảo vệ đường đi của người công chính và bảo vệ con đường của những người trung thành mình. “Châm ngôn 2: 7-8. "Hãy hết lòng tin cậy CHÚA, chớ không dựa vào sự hiểu biết của mình; hãy phục Ngài mọi đường, thì Ngài sẽ cho đường bạn đi ngay thẳng" Châm ngôn 3: 5-6. Về cơ bản, Solomon nói rằng với sự khôn ngoan mà một người nhận được từ Đức Chúa Trời, người ta sẽ có thể tìm thấy thành công và hạnh phúc trong cuộc sống.
Có nhiều câu khác nhau trong Châm-ngôn chứa đựng những câu tương đồng về điều Đức Chúa Trời yêu, điều khôn ngoan, và điều Đức Chúa Trời không yêu, điều gì là dại dột. Ví dụ trong lĩnh vực hành vi tốt và xấu. Châm ngôn nói, “Đường kẻ gian ác là sự ghê tởm đối với Chúa, Nhưng Ngài yêu kẻ theo đuổi sự công bình (Châm ngôn 15: 9). Liên quan đến sự công bằng và kinh doanh, người ta nói rằng, "Cân sai là một điều ghê tởm đối với Chúa, Nhưng một trọng lượng chính đáng là niềm vui của Ngài" (Châm ngôn 11: 1; xem 20: 10,23). Sự thật có nói, "Môi nói dối là điều ghê tởm đối với Chúa, Nhưng những ai làm việc trung thành là niềm vui của Ngài" (12:22; xem 6: 17,19). Đây là một vài ví dụ về những gì, theo Sa-lô-môn, là tốt và khôn ngoan trong mắt Đức Chúa Trời, hay xấu và ngu ngốc, và khi làm những điều tốt và khôn ngoan này, người ta trở nên gần gũi với Đức Chúa Trời hơn bằng cách sống một cách danh dự và tử tế.

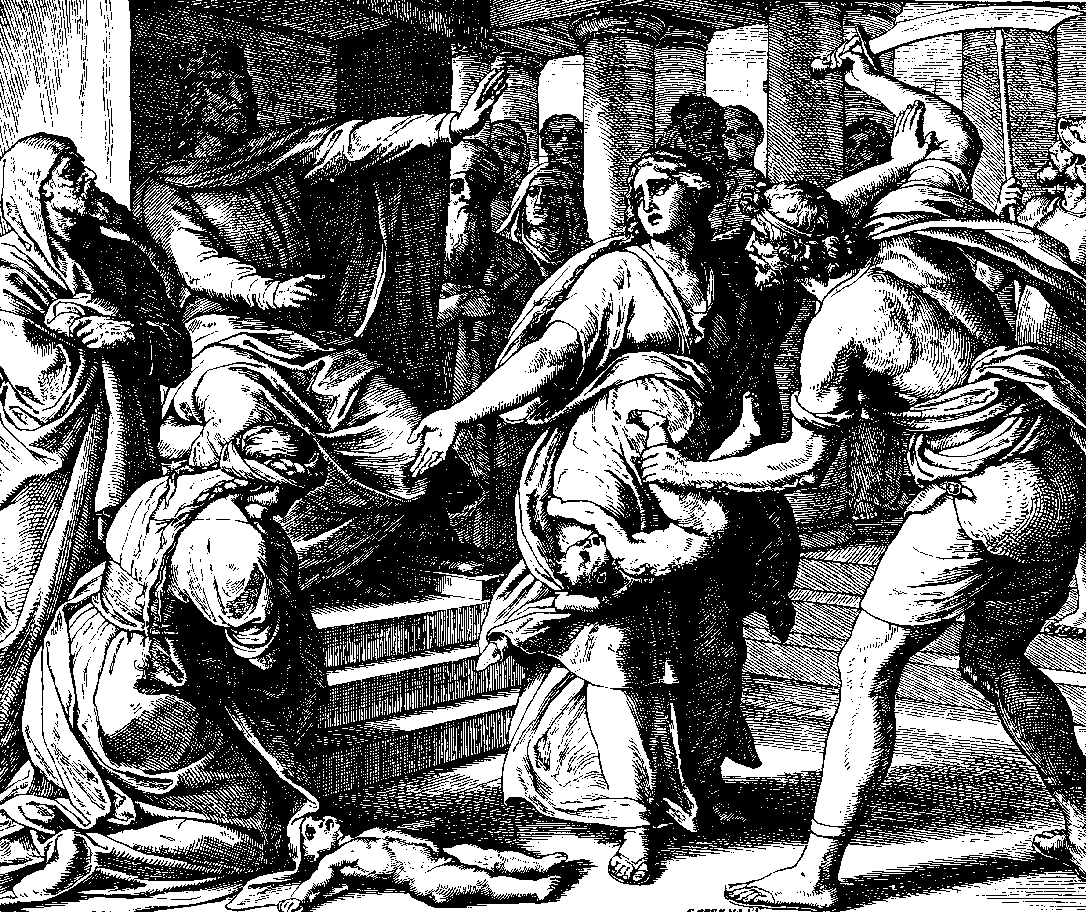
Trí tuệ của Solomon, bức tranh khắc gỗ năm 1860 của Julius Schnorr von Karolsfeld

Vua Solomon tiếp tục những lời dạy về sự khôn ngoan của mình trong sách Truyền đạo, được coi là một trong những cuốn sách buồn nhất của Kinh thánh. Solomon thảo luận về việc khám phá ý nghĩa của cuộc sống và sự thỏa mãn, khi ông nói về thú vui, công việc và chủ nghĩa vật chất của cuộc sống, nhưng kết luận rằng tất cả đều vô nghĩa. "'Vô nghĩa! Vô nghĩa! ”Giáo viên [Solomon] nói. 'Hoàn toàn vô nghĩa! Mọi thứ đều vô nghĩa '… Vì với nhiều sự khôn ngoan thì nỗi buồn nhiều hơn, càng có nhiều kiến thức, thì càng đau buồn hơn "(Truyền đạo 1: 2,18) Sa-lô-môn kết luận rằng mọi thú vui và sự giàu sang trong cuộc sống, và ngay cả sự khôn ngoan, chẳng có nghĩa lý gì nếu không có mối quan hệ với Chúa Trời.
Sách Gia-cơ, do sứ đồ Gia-cơ viết, được cho là phiên bản Tân Ước của sách Châm ngôn, ở chỗ đây là một sách khác bàn về sự khôn ngoan. Nó nhắc lại thông điệp Châm ngôn về sự khôn ngoan đến từ Đức Chúa Trời bằng cách nêu rõ, "Nếu ai trong anh em thiếu sự khôn ngoan, anh em hãy cầu xin Đức Chúa Trời, Đấng rộng lượng ban cho tất cả mọi người mà không tìm ra lỗi lầm, và điều đó sẽ được ban cho anh em." Gia-cơ 1: 5. Gia-cơ cũng giải thích cách mà sự khôn ngoan giúp người ta có được những hình thức đức hạnh khác, "Nhưng sự khôn ngoan đến từ thiên đàng trước hết là sự trong sáng; sau đó là yêu chuộng hòa bình, ân cần, phục tùng, đầy lòng thương xót và quả tốt, vô tư và chân thành." Gia-cơ 3:17. Ngoài ra, thông qua sự khôn ngoan để sống, Gia-cơ tập trung vào việc sử dụng sự khôn ngoan mà Đức Chúa Trời ban cho để thực hiện các hành động phục vụ những người kém may mắn.
Ngoài Châm ngôn, Truyền đạo và Gia-cơ, các kinh sách chính nói đến trí tuệ trong Kinh thánh là sách Job, Psalms và sách Cô-rinh-tô 1 và 2, cung cấp các bài học về việc đạt được và sử dụng trí tuệ trong các tình huống khó khăn.

### Tôn giáo Ấn Độ
Trong truyền thống Ấn Độ, trí tuệ có thể được gọi là prajña hoặc vijñana.
Phát triển trí tuệ có tầm quan trọng trung tâm trong các truyền thống Phật giáo, nơi mục đích cuối cùng thường được trình bày là “nhìn mọi vật như nó vốn có” hoặc đạt được “sự hiểu biết sâu sắc về mọi hiện tượng”, điều này cuối cùng được mô tả là dẫn đến “tự do hoàn toàn khỏi đau khổ. ”  Trong Phật giáo, phát triển trí tuệ được hoàn thành thông qua sự hiểu biết về những gì được gọi là Tứ Diệu Đế và bằng cách tuân theo Bát Chánh Đạo. Con đường này liệt kê chánh niệm là một trong tám thành phần cần thiết để trau dồi trí tuệ.
Kinh Phật dạy rằng một người khôn ngoan thường được phú cho hạnh kiểm tốt và có thể về thể xác, và đôi khi hạnh kiểm tốt bằng lời nói, và hạnh kiểm tinh thần tốt. (AN 3: 2) Người khôn ngoan làm những việc làm khó chịu nhưng cho kết quả tốt, và không làm những hành động dễ chịu nhưng lại cho kết quả xấu (AN 4: 115). Wisdom là thuốc giải độc cho phiền não của sự thiếu hiểu biết. Đức Phật có nhiều điều để nói về chủ đề trí tuệ bao gồm:
- Người phân xử một vụ việc bằng vũ lực không trở thành công chính (được thiết lập trong Giáo pháp). Nhưng người khôn ngoan là người cẩn thận phân biệt giữa đúng và sai.[74]
- Người lãnh đạo người khác bằng cách bất bạo động, ngay thẳng và bình đẳng, thực sự là người bảo vệ công lý, khôn ngoan và công bình.[75]
- Một người không khôn ngoan chỉ vì anh ta nói nhiều. Nhưng người bình tĩnh, không có hận thù và sợ hãi, thực sự được gọi là người khôn ngoan.[76]
- Chỉ riêng một mình người ta không trở thành nhà hiền triết (muni) nếu người đó ngu ngốc và thiếu hiểu biết. Nhưng người nào cầm cân nảy mực, lấy điều thiện lánh điều ác, thì là người khôn ngoan; anh ấy thực sự là một muni bởi chính lý do đó. Người nào hiểu được cả điều thiện và điều ác như thực tế của chúng, được gọi là một nhà hiền triết thực sự.[77]

Để khôi phục lại trí tuệ tối cao ban đầu của tự tánh (Phật tính hay Như Lai) bị bao phủ bởi ba chất độc tự thân (các klesha: tham, sân, si), Đức Phật đã dạy cho các học trò của mình sự rèn luyện ba mặt bằng cách biến tham lam thành bố thí và kỷ luật, sân hận thành tốt và thiền định, vô minh thành trí tuệ. Như Lục Tổ của Phật giáo Chán, Huineng, đã nói trong Kinh Cương lĩnh của mình, "Tâm không tranh chấp là tự tánh kỷ luật, tâm không xáo trộn là thiền tự tánh, tâm không vô minh là trí tuệ tự tánh." Trong các dòng Phật giáo Đại thừa và bí truyền, Mañjuśrī được coi là hiện thân của trí tuệ Phật.
Trong Ấn Độ giáo, trí tuệ được coi là một trạng thái của tâm trí và linh hồn mà một người đạt được sự giải thoát.
Thần trí tuệ là Ganesha và nữ thần tri thức là Saraswati. 

Câu tiếng Phạn để đạt được tri thức là:
असतो मा सद्गमय । Asatō mā sadgamaya

तमसो मा ज्योतिर्गमय । tamasō mā jyōtirgamaya

मृत्योर्मा अमृतं गमय । mr̥tyōrmā amr̥taṁ gamaya

ॐ शान्तिः शान्तिः शान्तिः ॥ Om śāntiḥ śāntiḥ śāntiḥ

- Br̥hadāraṇyakopaniṣat 1.3.28

“Hãy dẫn tôi đi từ hư ảo đến thực tế.
Dẫn tôi từ bóng tối đến ánh sáng.
Dẫn tôi từ cái chết đến bất tử.
Cầu mong bình yên, an lành, vạn sự như ý ”.
Brihadaranyaka Upanishad 1.3.28.
Sự khôn ngoan trong Ấn Độ giáo là biết chính mình là chân lý, cơ sở cho toàn bộ Sáng tạo, tức là của Shristi.    Nói cách khác, trí tuệ đơn giản có nghĩa là một người có khả năng tự nhận thức với tư cách là người chứng kiến toàn bộ sự sáng tạo dưới mọi khía cạnh và hình thức của nó. Hơn nữa, nó có nghĩa là nhận ra rằng một cá nhân thông qua hành vi đúng đắn và sống đúng đắn trong một thời kỳ không xác định sẽ nhận ra mối quan hệ thực sự của họ với tạo vật và Paramatma.  

### Hồi giáo
Thuật ngữ tiếng Ả Rập tương ứng với tiếng Do Thái Chokmah là حكمة ḥikma. Thuật ngữ này xuất hiện nhiều lần trong Kinh Qur'an, đặc biệt là trong Sura 2: 269: " Ngài ban sự khôn ngoan cho những người Ngài muốn, và bất cứ ai được ban cho sự khôn ngoan chắc chắn đã được ban cho nhiều điều tốt lành. Và không ai sẽ nhớ ngoại trừ những người hiểu biết. " (Qur'an 2:269 ). và Sura 22: 46: “Họ chẳng đi trong đất, lấy lòng nào để cảm và tai nào nghe? Quả thật, không phải đôi mắt trở nên mù lòa, nhưng chính trái tim, trong lòng ngực, trở nên mù lòa. " Qur'an 22:46  Sura 6: 151: "Hãy nói:" Hãy đến, tôi sẽ tập dượt điều mà Allah (Đức Chúa Trời) đã (thực sự) cấm bạn ": Không tham gia bất cứ điều gì ngang hàng với Ngài; hãy tốt với cha mẹ bạn; không giết con cái của bạn. một lời khẩn cầu mong muốn; - Chúng tôi cung cấp thức ăn cho bạn và cho họ; - không bao giờ thực hiện những việc làm đáng xấu hổ, dù công khai hay bí mật; không lấy đi mạng sống, điều mà Allah đã làm cho thiêng liêng, ngoại trừ bằng công lý và luật pháp: do đó, Ngài ra lệnh bạn, rằng bạn có thể học hỏi sự khôn ngoan "(Qur'an 6:151 ).

Nhà triết học sufi Ibn Arabi coi al-Hakim ("Nhà thông thái") là một trong những tên của Đấng Sáng tạo. Trí tuệ và sự thật, được coi là thuộc tính thần thánh, là những khái niệm có liên quan và được coi trọng trong khoa học và triết học Hồi giáo ngay từ khi mới ra đời, và nhà triết học Ả Rập đầu tiên, Al-Kindi đã nói ở đầu cuốn sách của mình:
We must not be ashamed to admire the truth or to acquire it, from wherever it comes. Even if it should come from far-flung nations and foreign peoples, there is for the student of truth nothing more important than the truth, nor is the truth demeaned or diminished by the one who states or conveys it; no one is demeaned by the truth, rather all are ennobled by it.— Al-Kindi, On First Philosophy

### Tôn giáo Trung Quốc
Thuật ngữ Phật giáo Prajñā đã được dịch sang tiếng Trung Quốc là 智慧  (bính âm zhìhuì, ký tự 智 "trí" và 慧 "huệ").
Trong Trung Dung, Khổng Tử nói:  “Yêu thích học tập cũng giống như trí tuệ. Thực hành với sức sống cũng giống như lòng nhân. Biết xấu hổ cũng giống như lòng dũng cảm (trí, nhân, dũng -  ba trong số những mầm đức hạnh của Mạnh Tử). " 
Hãy so sánh điều này với tác phẩm Nho giáo cổ điển Đại Học, mà bắt đầu bằng: "Con đường học tập để là tuyệt vời bao gồm trong việc biểu hiện nhân vật rõ ràng, yêu thương nhân dân, và tuân thủ trong điều tốt lành nhất" Người ta có thể thấy rõ mối tương quan với đức tính thận trọng của người La Mã, đặc biệt nếu người ta giải thích "tính cách trong sáng" là "lương tâm trong sáng".
Trong Đạo giáo, trí tuệ được hiểu là tuân thủ Tam bảo (Đạo giáo): bác ái, giản dị và khiêm tốn.    "Người biết người khác là người sáng suốt [智] (trí); người biết mình là người thông minh [明] (minh)." (知人者智，自知者明。 Đạo Đức Kinh 33) 

### Giáo dục tận gốc
Trí tuệ là trọng tâm trong triết lý "Giáo dục tận gốc". Triết lý được phát triển bởi tổ chức đào tạo WIT- một tổ chức ở Việt Nam. Trí tuệ được định nghĩa là một trạng thái Nhận thức trong nội tâm, đó là khi con người có An vui, Bao dung và Trân Trọng- Biết ơn. Người có trí tuệ sẽ có sự Đơn Giản, Vui vẻ, Tin Tưởng và Nhẹ Nhàng. 
Giáo dục tận gốc là giáo dục giúp con người nâng tầm nhận thức nội tâm,  cũng được hiểu là là giáo dục giúp con người nâng tầng bậc trí tuệ. Giáo dục tận gốc tập trung vào phát triển sự sâu sắc trong cách thức con người tiếp nhận về chính mình và môi trường. Có sự giao thoa giữa nền tảng giáo dục này với đạo lý truyền thống, tiếp nhận kiến thức khoa học và tôn giáo. 

### Sách
- Book of Wisdom
- The Wisdom of Crowds
- The Wisdom Page
- Sternberg, Robert J., Wisdom: It's Nature, Origins, and Developmet (1990). Cambridge University Press. ISBN 0-521-36718-2